# Посёлки городского типа Кыргызстана
Статус посёлка городского типа (кирг. шаарча, букв. (маленький) городок) в Кыргызстане по состоянию на 2020 год имеют 9 населённых пунктов.

## Список
| Русское название    | Киргизское название | Статус пгт с | 2019   | Подчинение       |
| ------------------- | ------------------- | ------------ | ------ | ---------------- |
| Чон-Арык            | Чоң-Арык            | 1988         | 10 221 | город Бишкек     |
| Восточный           | Чыгыш               | 1970         | 8 225  | город Сулюкта    |
| Кетмен-Тёбё         | Кетмен-Дөбө         | 1991         | 2 036  | город Кара-Куль  |
| Кызыл-Джар          | Кызыл-Жар           | 1952         | 3 175  | город Таш-Кумыр  |
| Шамалды-Сай         | Шамалдуу-Сай        | 1957         | 11 746 | город Таш-Кумыр  |
| Кёк-Таш             | Көк-Таш             | 1949         | 3 384  | город Майлуу-Суу |
| Пристань-Пржевальск | Пристан             | 1944         | 2 821  | город Каракол    |
| Орто-Токой          | Орто-Токой          | 1947         | 496    | город Балыкчы    |
| Бордунский          | Борду               | 1950         | 123    | Кеминский район  |

## Бывшие посёлки городского типа
- Айдаркен — пгт с 1942 года. В 2012 году преобразован в город.
- Ак-Булак — пгт с 1961 года. В 2012 году преобразован в сельский населённый пункт.
- Ак-Куль — пгт с 1955 года[1]. В 1962 году преобразован в сельский населённый пункт.
- Ак-Тюз — пгт с 1938 года. В 2012 году преобразован в сельский населённый пункт.
- Достук — пгт с 1968 года. В 2012 году преобразован в сельский населённый пункт.
- Жыргалан — пгт с 1964 года. В 2012 году преобразован в сельский населённый пункт.
- Ивановка — пгт с 1968 года. В 1993 году преобразован в сельский населённый пункт.
- Кадамжай — пгт с 1942 года. В 2012 году преобразован в город.
- Каджи-Сай — пгт с 1947 года. В 2012 году преобразован в сельский населённый пункт.
- Каинды — пгт с 1934 года. В 2012 году преобразован в город.
- Кант — пгт с 1934 года. В 1985 году преобразован в город.
- Карабалты — пгт с 1932 года. В 1975 году преобразован в город.
- Кара-Куль — пгт с 1962 года. В 1977 году преобразован в город.
- Карасу — пгт с 1930-х годов. В 1960 году преобразован в город.
- Кашка-Су — пгт с 1940-е годы.
- Кемин — пгт с 1954 года. В 2012 году преобразован в город.
- Кок-Янгак — пгт с 1930-х годов. В 1943 году преобразован в город.
- Кочкор-Ата — пгт с 1952 года. В 2003 году преобразован в город.
- Кош-Тегирмен — пгт с 1956 года. Включён в состав города Кара-Балта в 1975 году.
- Краснооктябрьский — пгт с 1939 года. В 1985 году преобразован в город Шопоков.
- Кулан — пгт с конца 1940-х — начала 1950-х годов до конца 1950-х годов.
- Кум-Бель — пгт с 1940-х годов до середины 1950-х годов.
- Кызыл-Кия — пгт с 1927 года. В 1938 году преобразован в город.
- Майли-Сай — пгт с конца 1940-х годов. В 1956 году преобразован в город.
- Маймак — пгт с 1950 года. В 2012 году преобразован в сельский населённый пункт.
- Мин-Куш — пгт с 1953 года. В 2012 году преобразован в сельский населённый пункт.
- Найман — пгт с 1965 года. В 2012 году преобразован в сельский населённый пункт.
- Октябрьский — пгт с конца 1940-х годов. В 1960 году включён в черту города Токмак.
- Орловка — пгт с 1969 года. В 2012 году преобразован в город.
- Первомайский — пгт с 1939 года. В 1985 году преобразован в город Ак-Суу. В 1993 году преобразован в село.
- Рыбачье — пгт с 1930-х годов. В 1954 году преобразован в город.
- Сары-Таш — пгт с 1950 года. В 2012 году преобразован в сельский населённый пункт.
- Советский — пгт с 1952 года. В 2012 году преобразован в сельский населённый пункт.
- Сумсар — пгт с 1952 года. В 2012 году преобразован в сельский населённый пункт.
- Таш-Кумыр — пгт с 1930-х годов. В 1943 году преобразован в город.
- Терек-Сай — пгт с 1952 года. В 2012 году преобразован в сельский населённый пункт.
- Токтогул — пгт с 1943 года. В 2012 году преобразован в город.
- Чангыр-Таш — пгт с 1938 года. В 1966 году преобразован в сельский населённый пункт.
- Чаувай — пгт с 1947 года. В 2012 году преобразован в сельский населённый пункт.
- Чолпон-Ата — пгт с 1960-х годов. В 1975 году преобразован в город.
- Шекафтар — пгт с 1949 года. В 1958 году включён в черту пгт Сумсар.